# Starglider
Starglider is een computerspel dat werd ontwikkeld door Argonaut Software en werd uitgegeven door Rainbird Software. Het spel kwam in 1986 uit voor verschillende homecomputers. Het doel van het spel is de planeet Novenia te bevrijden van Egrons, die zich voordoen als Stargliders.

## Platforms
| Jaar | Platform                                                                   |
| ---- | -------------------------------------------------------------------------- |
| 1986 | Amstrad CPC, Apple II, Atari ST, Commodore 64, DOS, Macintosh, ZX Spectrum |
| 1987 | Amiga, Amstrad PCW                                                         |

## Ontvangst
| Beoordeeld door                      | Platform | Jaar         | Score |
| ------------------------------------ | -------- | ------------ | ----- |
| ATARImagazin                         | 1987     | Atari ST     | 100%  |
| ASM (Aktueller Software Markt)       | 1986     | Atari ST     | 90%   |
| Atari ST User                        | 1986     | Atari ST     | 90%   |
| Computer Gamer                       | 1987     | ZX Spectrum  | 90%   |
| Computer Gamer                       | 1987     | ZX Spectrum  | 85%   |
| Joker Verlag präsentiert: Sonderheft | 1990     | DOS          | 82%   |
| Happy Computer                       | 1987     | Atari ST     | 76%   |
| Tilt                                 | 1987     | DOS          | 70%   |
| Computer Gamer                       | 1987     | Amstrad CPC  | 66%   |
| 64'er                                | 1987     | Commodore 64 | 53%   |